# 幽☆遊☆白書 第3弾 魔界の扉編
『幽☆遊☆白書 第3弾 魔界の扉編』（ゆうゆうはくしょ だいさんだん まかいのとびらへん）は1994年6月3日にトミーから発売されたゲームボーイ用ゲームソフトである。

## 概要
仙水忍が登場する魔界の扉編を舞台とする、劇中に登場する主要敵キャラクターと対戦していくアクションゲーム。ゲームの中断・再開はパスワード入力式。
プレイヤーは主人公である幽助とその仲間たちを操作し、マップの移動や情報収集を行うRPGパートと、各種攻撃を駆使して敵と戦うアクションパートを切り替えながらゲームを進めていく。
プレイヤーキャラクターは最大4人存在し、プレイヤーは必要に応じて操作するキャラクターを変更しながらゲームを進めることが可能。また、各キャラクターは敵を倒す、あるいはミニゲームをクリアすることでレベルを上げることができ、レベルが上がると能力が強化されるほか使用する技が変化することがある。
各ステージのボスキャラクターは通常は1回倒せば戦闘が終了するが2度倒す必要がある敵もいる、仙水はほかの敵キャラクターと比べ突出して能力が高く2連続で対戦するが、攻撃を繰り出してもある程度打ち込むと裂蹴拳ではねかえす、必殺技も仙水の体勢によっては無効化されるなどの特徴がある。

## プレイヤーキャラクター
幽助以外のキャラクターはゲームを進めると仲間に加わる。
浦飯幽助
最初から使用可能なキャラクター。これといった特殊能力を持たない。
桑原和真
全体的にスピードが遅いが、ジャンプ中に自身専用の特殊攻撃が可能。
蔵馬
全キャラクター中、唯一2段ジャンプが可能。
飛影
全体的にスピードが速く、ダッシュジャンプが可能。

## ボス
桑原和真
城戸亜沙斗
柳沢光成
室田繁
神谷実
御手洗清志
刃霧要
巻原定男 / 戸愚呂兄
仙水忍
最終ボス。

## ゲームボーイのシリーズ作品
- 幽☆遊☆白書
- 幽☆遊☆白書 第2弾 暗黒武術会編
- 幽☆遊☆白書 第4弾 魔界統一編